# Epiphragma persanctum
Epiphragma persanctum är en tvåvingeart som beskrevs av Alexander 1938. Epiphragma persanctum ingår i släktet Epiphragma och familjen småharkrankar. Inga underarter finns listade i Catalogue of Life.